# Антоніо Тагуба
Антоніо Маріо Тагуба (нар. 31 жовтня 1950) — генерал-майор армії США у відставці. Він був другим американським громадянином філіппінського походження, який отримав звання генерала в армії Сполучених Штатів.
Тагуба найбільш відомий автором звіту Taguba Report, внутрішнього звіту армії США про жорстоке поводження з ув'язненими у в'язниці Абу-Грейб в Іраку. Звіт, що просочився в Інтернет, був оприлюднений у 2004 році. Тагуба знову потрапив у заголовки національних газет у червні 2008 року, коли звинуватив адміністрацію Буша у вчиненні військових злочинів у передмові до звіту організації «Лікарі за права людини» про жорстоке поводження з ув'язненими та тортури в американських гауптвахтах.

## Раннє життя
Тагуба народився в Сампалоці, Маніла, Філіппіни, місті, куди його родина переїхала з рідної провінції Кагаян. Його батько був солдатом 45-го піхотного полку Філіппінської дивізії (філіппінські скаути), який брав участь у битві за Батаан (січень–квітень 1942 року) під час Другої світової війни і після захоплення японцями пережив марш смерті з Батаану. Тагуба виховувався матір'ю та бабусею. Коли йому було 11 років, його родина переїхала на Гаваї, до США.

## Освіта
Тагуба закінчив середню школу Лейлехуа у Ваг'яві, Гаваї, у 1968 році. Він здобув ступінь бакалавра мистецтв з історії в Університеті штату Айдахо в 1972 році і закінчив базовий та поглиблений курси офіцерів бронетанкової служби, Командно-штабний коледж армії США, Коледж військово-морського командування та штабу та Воєнний коледж армії США.
Крім того, Тагуба має ступінь магістра державного управління в Вебстерському університеті, ступінь магістра мистецтв у галузі міжнародних відносин у коледжі Salve Regina та ступінь магістра мистецтв у галузі національної безпеки та стратегічних досліджень у Коледжі військово-морського командування та штабу Воєнного коледжу ВМС США.

## Військова кар'єра
Тагуба отримав звання молодшого лейтенанта в 1972 році. У 1974—1975 роках він служив у Тондучхоні, Республіка Корея, менш ніж за десять миль від Північної Кореї, у роті бойового забезпечення на посаді командира мінометного взводу 1-го батальйону 72-ї танкової дивізії 2-ї піхотної дивізії I корпусу 8-ї армії.
У Форт Сілл, штат Оклахома, Тагуба командував штабом і штабною батареєю, штабом і факультетським батальйоном Польової артилерійської школи/Центру. Потім він три роки служив у Німеччині, командуючи танковою ротою в механізованій піхотній дивізії в Майнці (рота B, 4-й батальйон, 69-й бронетанковий полк).
Повернувшись у Корею, Тагуба командував 1-м батальйоном 72-го бронетанкового полку 2-ї піхотної дивізії в Кемп-Кейсі, а також був відповідальним офіцером з питань планів і політики командування Об'єднаних сил Республіки Корея-США в Йонгсані.
У Пентагоні Тагуба працював аналітиком матеріальних систем в офісі начальника штабу Сухопутних військ. У Форт Худ, штат Техас, він командував 2-ю бригадою 2-ї бронетанкової дивізії «Сент-Ло»; коли бригаду було передано 4-й піхотній дивізії, полковник Тагуба прийняв командування 2-ю бригадою 4-ї піхотної дивізії «Warhorse» з червня 1995 року і до передачі командування в червні 1997 року.
У форті Макферсон, штат Джорджія, Тагуба був начальником штабу Командування резерву армії США. У Форт-Джексоні, штат Південна Кароліна, він був помічником командира дивізії — передовим командиром 24-ї піхотної (механізованої) дивізії та заступником генерал-командувача (Південь) Першої армії Сполучених Штатів.
В Александрії, штат Вірджинія, Тагуба отримав звання бригадного генерала і командував Центром підтримки громади та сімей армії США.
Генерал-майор Тагуба протягом десяти місяців служив заступником генерал-командувача з підтримки Третьої армії США, Центрального командування Сухопутних військ США, Командування сухопутного компоненту коаліційних сил, що базується в Кувейті. Раніше він працював у Пентагоні на посаді виконуючого обов'язки директора штабу Сухопутних військ Міністерства оборони США під керівництвом генерала Еріка К. Шінсекі.
У 2004 році Тагубі доручили доповідати про жорстоке поводження з ув'язненими у в'язниці Абу-Грейб в Іраку. У травні того ж року він опублікував надзвичайно критичну доповідь, яка просочилась у громадськість. Пізніше того ж місяця генерал-майора Тагубу перевели до Пентагону на посаду заступника помічника міністра оборони з питань готовності, підготовки і мобілізації в Офіс помічника міністра оборони з питань резерву. Описуючи свої думки після того, як через кілька тижнів після витоку Джон Абізаїд повідомив, що він і його доповідь будуть розслідувані, Тагуба сказав: «На той час я прослужив в армії тридцять два роки, і це був перший раз, коли я подумав, що потрапив у мафію».
У січні 2006 року генерал Річард А. Коді, заступник начальника штабу армії, доручив Тагубі піти у відставку до січня наступного року. Офіційних пояснень не було надано; сам Тагуба вважає, що його вимушена відставка була наказана цивільними чиновниками Пентагону в помсту за його звіт про жорстоке поводження з ув'язненими. Відставка Тагуби з 1 січня 2007 року завершила його 34-річну військову кар'єру.

## Робота з питань жорстокого поводження з ув'язненими
У 2004 році Тагуба очолив розслідування звинувачень у жорстокому поводженні з ув'язненими у в'язниці Абу-Грейб в Іраку. Тагуба став відомим у всьому світі, коли «Звіт Тагуби», засекречена внутрішня доповідь армії США про розслідування, стала відома громадськості і була опублікована на національному рівні. Звіт був надзвичайно критичним щодо поведінки армії США і виявив всепроникну недбалість і зловживання.
У червні 2008 року Тагуба знову потрапив у заголовки газет, коли він написав передмову до звіту організації «Лікарі за права людини» про жорстоке поводження з ув'язненими та тортури у в'язниці Абу-Грейб, у Гуантанамо та в Афганістані. У ньому він звинуватив адміністрацію Буша у вчиненні військових злочинів і закликав притягнути винних до відповідальності. Він написав: «Вже немає жодних сумнівів у тому, що нинішня адміністрація вчинила військові злочини. Питання лише в тому, чи будуть притягнуті до відповідальності ті, хто віддавав накази про застосування тортур».

## Нагороди

### Жетони

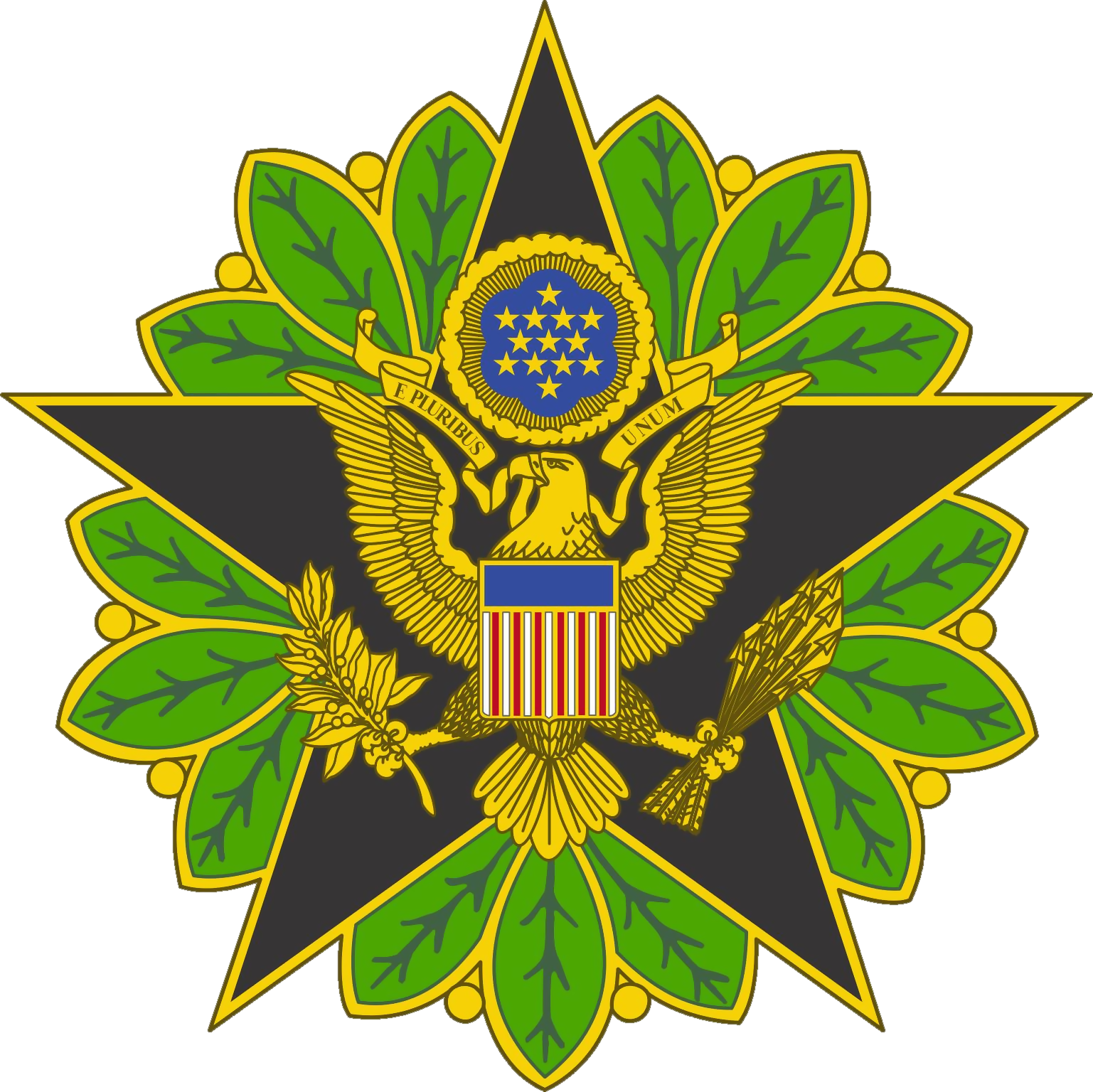
Штабний розпізнавальний жетон

### Медалі та стрічки
|                                                                             | Медаль «За видатні заслуги» армії США                                    |
| Bronze oak leaf cluster · Bronze oak leaf cluster · Bronze oak leaf cluster | Легіон Заслуг (США) з трьома пучками дубового листя                      |
| Silver oak leaf cluster                                                     | Медаль «За похвальну службу» (США) з п'ятьма пучками дубового листя      |
| Bronze oak leaf cluster · Bronze oak leaf cluster                           | Похвальна медаль (США) з двома пучками дубового листя                    |
| Bronze oak leaf cluster                                                     | Медаль за досягнення (США) з одним пучком дубового листя                 |
| Bronze star · Bronze star                                                   | Медаль «За службу національній обороні» (США) з двома бронзовими зірками |
|                                                                             | Експедиційна медаль за війну з тероризмом (США)                          |
|                                                                             | Медаль «За службу у війні з тероризмом» (США)l                           |
|                                                                             | Медаль за захист Кореї (США)                                             |
|                                                                             | Відзнака за службу в армії (США)                                         |
|                                                                             | Відзнака за службу за кордоном (США)                                     |